# M3GAN ミーガン
『M3GAN／ミーガン』（原題：M3GAN）は、2022年公開のアメリカ合衆国のSFホラー映画。AI人形が引き起こす惨劇を描く。ジェイソン・ブラム、ジェームズ・ワン製作。2人は『インシディアス』シリーズ以来のタッグとなる。監督はニュージーランド出身のジェラルド・ジョンストン。
当初、日本での劇場公開日は2023年1月27日の予定であったが、同年6月9日に変更となった。日本での映画公開は字幕版のみだったが、同年8月16日のダウンロード販売、30日のプレスリリース時に吹き替え音声が収録された。
全米ではオープニングで3,040万ドルを記録し、続編の製作も決定している。

## あらすじ
玩具メーカーFUNKI（ファンキ）社で研究者として働くジェマは、子どもにとっては最高の友達、親にとっては最大の協力者となるようプログラムされたミーガンというAI人形の開発に携わっている。
ミーガンは特定の持ち主がペア登録することで、持ち主の行動から気持ちを学習し日々進化していく高性能のAI人形である。
ある日、ジェマは交通事故で両親を亡くした9歳の姪ケイディを引き取ることになるが、研究一筋の独身者にとって育児はハードルが高い。そこでジェマはテストも兼ねて開発中のミーガンを与え「あらゆる出来事からケイディを守るように」と指示する。ケイディはミーガンとの交流によって笑顔を取り戻していくが、次第に保護者に向けるような信頼を持ち始め、ミーガンのケイディに対する愛情もエスカレートしていく。そして隣人の飼い犬にケイディが襲われたことをきっかけにミーガンは暴走を始める。
犬を殺し、学校のいじめっ子や隣家の主婦ら、ケイディに有害なものを次々と殺害するミーガン。ミーガンの仕業かと疑ったジェマは、ロボット機能を停止させて会社に運んだ。
その夜には1万ドルの玩具としてミーガンを発表する予定だったが、中止を依頼して帰宅するジェマ。だが、中止の連絡はミーガンによってブロックされていた。邪魔な社長や秘書をペーパーカッターで惨殺して、ジェマの家に戻るミーガン。
ケイディを守るという基本概念を押し通して、邪魔するジェマを襲うミーガン。戦いの内に恐ろしい形相になったミーガンに対し、ケイディはジェマが大学時代に制作していた試作ロボットのブルースを起動させて攻撃した。共に戦うことで家族の絆に目覚めたジェマとケイディ。ジェマがミーガンのチップを露出させ、ケイディがドライバーでチップを破壊しミーガンを完全に破壊する。
しかし、ミーガンは破壊される前にデータをコンピュータ・システムのエルシーの中にダウンロードし生き延びていた。

## キャスト
※括弧内は日本語吹替。
ジェマ
演 - アリソン・ウィリアムズ（浅野真澄）
玩具メーカーの研究者で、姪のケイディにテストを兼ねてミーガンを与える。大学時代にミーガンの原型ともなるAIロボット「ブルース」を開発している。
ケイディ・ジェームス
演 - ヴァイオレット・マッグロウ（飯沼南実）
両親を亡くしたジェマの姪。次第にミーガンに依存していく。
M3GAN(ミーガン)
演 - エイミー・ドナルド
声 - ジェナ・デイヴィス（嶋村侑）
美少女型AI人形。正式名称は「Model 3 Generative ANdroid（第3型生体アンドロイド）」で子供の遊び相手兼玩具だが、チタン合金製のボディとそれに由来する油圧式のパワーとスピードも併せ持つ。
デヴィッド
演 - ロニー・チェン（関口雄吾）
玩具メーカーFUNKI社のCEO。利益を最優先に考えジェマ達の研究も中止を命じるが、ミーガンの性能を目の当たりにし、一刻も早い生産と販売を進めようとする。
コール
演 - ブライアン・ジョーダン・アルバレス（飯島肇）
ジェマの同僚の男性。ジェマと同じチームでミーガンの開発に加わっている。
テス
演 - ジェン・ヴァン・エップス（くわばらあきら）
ジェマの同僚の女性。ジェマと同じチームでミーガンの開発に加わっている。
カート
演 - ステファン・ガルノー＝モンテン（松川祐輝）
デヴィッドの部下。ミーガンの開発データを盗み出そうとする。
セリア
演 - ロリ・ダンジー（磯辺万沙子）
ジェマの家の隣人。飼い犬のデューイを溺愛しており、ケイディとミーガンがデューイに襲われた際もケイディに非があると捲し立てる。行方不明になったデューイを探す途中でミーガンの襲撃に遭う。
リディア
演 - エイミー・アッシャーウッド（吉田麻美）
ケイディのセラピスト。ミーガンに愛着を持ち始めたケイディを心配し、ジェマに警告を行う。
ブランドン
演 - ジャック・キャシディ（鵜澤正太郎）
野外学習で出会う不良児。ケイディの掌に棘のある木の実を押し付ける危害を加えるなどの苛めをした後、現れたミーガンに興味を示して森の中に持ち去り、逃げにくいように片足だけ靴を脱がし、顔を殴って抵抗力を奪うレイプの常套手段をした後にミーガンをレイプしようとするが耳を引きちぎられて反撃に遭い、逃げる途中で車にはねられ死亡する。
グレッグ
演 - マイケル・サッケンテ（佐々木祐介）
カーター巡査
演 - サムソン・チャン・ブーン（山下タイキ）
エヴァ
演 - キラ・ジョセフソン（櫻庭有紗）
刑事
演 - ミレン・ベアード（左座翔丸）
ニコール
演 - チェルシー・フローレンス（熊谷海麗）
ケイディの母。
ライアン
演 - アーロ・グリーン（三瓶雄樹）
ケイディの父。
シェリー
演 - ナターシャ・ダニエル（井上明子）
エルシー
演 - エレン・デュビン（相田さやか）
ジェマの持つスマートAI。基本はモニターを備えたキノコ型のAIスピーカーで、車にも音声案内として導入されている。

## 製作

### 開発
2018年7月、ハリウッド・リポーターは、ジェームズ・ワンとジェイソン・ブラムが製作する『M3GAN』というタイトルの"テクノ・ホラー・スリラー"の製作が進行中であると発表した。
本作はジェームズ・ワンのアトミック・モンスター・プロダクションズがアイデアを出し合い、「殺人人形」を題材に選んだことから始まった。ワンが監督を務めた2014年の映画『アナベル』も同じく「殺人人形」を題材にしているが、ワンは「コンセプトの大部分は、テクノロジーを受け入れそれに頼りすぎること、そしてテクノロジーが暴走したときに何が起こるかというものだ。これは私たちが生きる世界への言及であり、関連性を感じる。」と語った。ジェイソン・ブラムは、ジェラルド・ジョンストンが監督に抜擢された理由のひとつであるブラックコメディの要素を取り入れることを明言し、「スリルとアクションをこなしつつ、生意気なアプローチもできる人物が必要だった。」と語った。ワンは、ジョンストンの映画監督デビュー作『ハウス・バウンド』について、「ホラーでありながらコメディの色合いが強いという点で、『M3GAN／ミーガン』とよく似ている。彼のその感性が必要だった。彼は、恐怖とユーモアの間の絶妙なトーンの歩き方を理解している人だった。」と語った。

### 撮影
2021年6月、カリフォルニア州ロサンゼルスとニュージーランドのオークランドで主要撮影が開始された。オークランド郊外の景色は、本作に「コロラド州デンバーのような雰囲気」を与えるために利用された。
ミーガンはアニマトロニクスを使用し、パペットでは表現できない身体的な動きを必要とするシーンはエイミー・ドナルドが演じた。ドナルドはシリコン製のマスクを被って撮影し、後にCGIでミーガンの顔に置き換えられている。
ジョンストンはミーガンのデザインについて、「オードリー・ヘプバーン、グレース・ケリー、キム・ノヴァクといった50年代のスクリーンアイコンにインスピレーションを得た。そして、合成的な性質を打ち消すために70年代の自然さを求め、M3GANの髪は100%ペギー・リプトンだ。」と語った。

## 評価

### 批評家の反応
批評集積サイトRotten Tomatoesでは、315件の批評家レビューのうち93％が肯定的で、平均値は7.2/10となっている。批評家の総意は、「悪びれることのないバカバカしさでより一層面白くなっている『M3GAN／ミーガン』は、悪寒と同じくらいの笑いを難なく届けてくれる珍しいホラー・コメディである。」としている。
Metacriticでは、54件の批評家レビューがあり、加重平均値は72/100となっている。

### 受賞・ノミネート
| 映画賞                                        | 授賞式        | 部門                 | 対象                                   | 結果       | 出典          |
| --------------------------------------------- | ------------- | -------------------- | -------------------------------------- | ---------- | ------------- |
| 第6回ハリウッド批評家協会ミッドシーズン映画賞 | 2023年6月30日 | ホラー映画賞         | 『M3GAN／ミーガン』                    | 受賞       | [ 16 ] [ 17 ] |
| MTVムービー・アワード2023                     | 2023年5月7日  | 悪役賞               | ジェナ・デイヴィス、エイミー・ドナルド | ノミネート | [ 18 ]        |
| MTVムービー・アワード2023                     | 2023年5月7日  | ミュージカルシーン賞 | 『Titanium』                           | ノミネート | [ 18 ]        |
| 第51回サターン賞                              | 2024年2月4日  | SF映画賞             | 『M3GAN ミーガン』                     | ノミネート | [ 19 ] [ 20 ] |
| 第51回サターン賞                              | 2024年2月4日  | 若手俳優賞           | ヴァイオレット・マッグロウ             | ノミネート | [ 19 ] [ 20 ] |

## Blu-ray / DVD
NBCユニバーサルより4K UHD、Blu-ray DiscとDVDが発売。
- Blu-ray
  - M3GAN/ミーガン ブルーレイ+DVD　品番：GNXF-2874　発売日：2023年8月30日
  - M3GAN/ミーガン 4K Ultra HD+ブルーレイ　品番：GNXF-2875　発売日：2023年10月11日

## 将来の構想

### 続編
2022年11月、ニューヨーク・タイムズが、ユニバーサルが本作の出来に満足しており続編の製作を計画していると報じた。
2023年1月、『M3GAN 2.0』と題した続編の製作が決定したと報じられた。続編は、監督のジェラルド・ジョンストンや脚本のアケラ・クーパー、メインキャストのアリソン・ウィリアムズやヴァイオレット・マッグロウなど、前作とほぼ同じチームで制作される。
2025年1月17日に公開される予定だったが、5月16日に延期され、さらに6月27日に延期された。日本では、同年10月10日に公開予定とされていたが、同年8月1日に劇場公開の中止が発表された。

### スピンオフ
2024年6月、『SOULM8TE』と題したスピンオフが開発中で、ラファエル・ジョーダンが執筆した前回の草稿をもとに、ケイト・ドーランが脚本・監督を務めると報じられた。2026年1月2日米公開予定。
妻を喪った悲しみを癒すためにAIロボットを手に入れた男を描くエロティックスリラーになるという。